# Чемпіонат Хмельницької області з футболу 1992 (весна)
Чемпіонат Хмельницької області з футболу 1992 (Весна) — чемпіонат Хмельницької області з футболу, який тривав з березня, по липень 1992 року.

## Новини
У 1992 році було вирішено проводити наступні чемпіонати області за системою осінь-весна. Та в 1992 році було вирішено провести чемпіонат області за скороченою системою весна-літо. Чемпіонат було розділено на дві зони, Південну та Північну. Дві кращих команди з кожної зони виходили у фінальну групу, де грали проти команд з іншої зони. Очки здобуті у матчах між командами з однієї зони переносились в загальний залік фінальної групи.

## Чемпіонат області 1992 (Весна)

### Південна зона

#### Команди-учасниці
У Чемпіонат Хмельницької області з футболу 1992 (Весна) південної зони взяли участь 8 команд:
| Команда       | Місто                    | Місце в попер. ч-ті |
| ------------- | ------------------------ | ------------------- |
| «Імпульс»     | м. Кам'янець-Подільський | -                   |
| «Кристал»     | с. Вишнівчик             | 12                  |
| «Новатор»     | м. Хмельницький          | -                   |
| «Случ»        | м. Красилів              | 2                   |
| «Смотрич»     | м. Кам'янець-Подільський | -                   |
| «Текстильник» | м. Дунаївці              | -                   |
| «Термопласт»  | м. Хмельницький          | 9                   |
| «Цементник»   | м. Кам'янець-Подільський | 4                   |

#### Підсумкова таблиця Південної Зони
| М | Команда       | І  | В  | Н | П | РМ    | О  |
| - | ------------- | -- | -- | - | - | ----- | -- |
| 1 | «Случ»        | 14 | 11 | 3 | 0 | 34−4  | 25 |
| 2 | «Смотрич»     | 14 | 9  | 3 | 2 | 21−6  | 21 |
| 3 | «Текстильник» | 14 | 7  | 2 | 5 | 25−17 | 16 |
| 4 | «Цементник»   | 14 | 3  | 8 | 3 | 12−17 | 14 |
| 5 | «Імпульс»     | 14 | 6  | 0 | 8 | 19−27 | 12 |
| 6 | «Новатор»     | 14 | 1  | 8 | 5 | 11−20 | 10 |
| 7 | «Кристал»     | 14 | 2  | 3 | 9 | 11−28 | 7  |
| 8 | «Термопласт»  | 14 | 1  | 5 | 8 | 11−25 | 7  |

В 1 кругу Команда «Смотрич» мала назву «Буревестник», а «Кристал» мала назву «Цукровик».

### Результати матчів
| Команда       | ІМП     | КРИ     | НОВ     | СЛУ     | СМО     | ТЕК     | ТЕР     | ФДУ     |
| ------------- | ------- | ------- | ------- | ------- | ------- | ------- | ------- | ------- |
| «Імпульс»     |         | 6:1 3:2 | 3:0 2:0 | 0:2 0:5 | 0:3 0:2 | 1:3 0:3 | 0:3 2:1 | 1:2 1:0 |
| «Кристал»     | 1:6 2:3 |         | 0:1 0:0 | 0:3 0:3 | 0:2 3:1 | 0:3 0:2 | 1:1 3:0 | 1:1 0:2 |
| «Новатор»     | 0:3 0:2 | 1:0 0:0 |         | 1:2 0:0 | 0:1 0:0 | 3:3 0:3 | 1:1 1:1 | 2:2 2:2 |
| «Случ»        | 2:0 5:0 | 3:0 3:0 | 2:1 0:0 |         | 2:0 0:0 | 3:0 3:2 | 4:0 4:1 | 0:0 3:0 |
| «Смотрич»     | 3:0 2:0 | 2:0 1:3 | 1:0 0:0 | 0:2 0:0 |         | 1:0 1:0 | 2:1 3:0 | 5:0 0:0 |
| «Текстильник» | 3:1 3:0 | 3:0 2:0 | 3:3 3:0 | 0:3 2:3 | 0:1 0:1 |         | 2:1 2:1 | 1:1 1:2 |
| «Термопласт»  | 3:0 1:2 | 1:1 0:3 | 1:1 1:1 | 0:4 1:4 | 1:2 0:3 | 1:2 1:2 |         | 0:0 0:0 |
| «Цементник»   | 2:1 0:1 | 1:1 2:0 | 2:2 2:2 | 0:0 0:3 | 0:5 0:0 | 1:1 2:1 | 0:0 0:0 |         |

### Північна зона

#### Команди-учасниці
У Чемпіонат Хмельницької області з футболу 1992 (Весна) північної зони взяли участь 8 команд:
| Команда      | Місто               | Місце в попер. ч-ті |
| ------------ | ------------------- | ------------------- |
| «Адвіс»      | м. Хмельницький     | -                   |
| «Вікторія»   | смт. Білогір'я      | 14                  |
| «Горинь»     | м. Ізяслав          | 10                  |
| «Іскра-Інко» | смт Теофіполь       | -                   |
| «Папірник»   | смт. Понінка        | 6                   |
| «Полісся»    | м. Нетішин          | 5                   |
| «СКА»        | м. Старокостянтинів | -                   |
| «Славутич»   | м. Славута          | -                   |

#### Підсумкова таблиця Північної Зони
| М  | Клуб         | Пм | Н | Пр | М'ячі | О  |
| -- | ------------ | -- | - | -- | ----- | -- |
| 1. | «Адвіс»      |    |   |    | -     | 25 |
| 2. | «Іскра-Інко» |    |   |    | -     | 23 |
| 3. | «Славутич»   |    |   |    | -     | 18 |
| 4. | «СКА»        |    |   |    | -     | 13 |
| 5. | «Папірник»   |    |   |    | -     | 9  |
| 6. | «Полісся»    |    |   |    | -     | 8  |
| 7. | «Вікторія»   |    |   |    | -     | 6  |
| 8. | «Горинь»     |    |   |    | -     | 4  |

### Фінальна група

#### Підсумкова таблиця
| М | Команда      | І | В | Н | П | РМ  | О  |
| - | ------------ | - | - | - | - | --- | -- |
|   | «Адвіс»      | 6 | 5 | 0 | 1 | 9−2 | 10 |
|   | «Случ»       | 6 | 2 | 1 | 3 | 6−5 | 5  |
|   | «Смотрич»    | 6 | 1 | 3 | 2 | 3−5 | 5  |
| 4 | «Іскра-Інко» | 6 | 1 | 2 | 3 | 3−9 | 4  |

#### Результати матчів
| Команда      | АДВ | ІСК | СЛУ | СМО |
| ------------ | --- | --- | --- | --- |
| «Адвіс»      |     | 3:0 | 2:0 | 1:0 |
| «Іскра-Інко» | 0:1 |     | 1:0 | 1:1 |
| «Случ»       | 1:2 | 3:0 |     | 2:0 |
| «Смотрич»    | 1:0 | 1:1 | 0:0 |     |